# Bridges to Babylon
Bridges to Babylon — двадцять перший студійний альбом англійського гурту The Rolling Stones, випущений 29 вересня 1997 року на лейблі Virgin Records. Альбом вийшов у форматі подвійного вінілового видання та на одному компакт-диску. Для його підтримки гурт вирушив у світове турне Bridges to Babylon, яке тривало рік і мало великий успіх.
На відміну від кількох попередніх альбомів, які команда у складі вокаліста Міка Джаггера і гітариста Кіта Річардса продюсувала разом із одним зовнішнім продюсером, для цього альбому «Стоунз» залучили різноманітну групу суперзіркових продюсерів, серед яких були Dust Brothers, Дон Ваз і Роб Фрабоні. Крім того, у записі взяли участь багато запрошених музикантів. Альбом, який охоплює різноманітні жанри, поєднує звичний для колективу блюз-рок із елементами хіп-хопу та репу. Під час запису гурт знову зіткнувся з внутрішніми конфліктами — Джаггер і Річардс записували окремо свої партії і рідко бували в студії разом. Проте пізніше їм вдалося налагодити відносини достатньо, щоб вирушити в дуже успішний тур на підтримку альбому.
Хоча критики надали альбому змішані відгуки, його продажі були успішними: він отримав платиновий або золотий статус на багатьох ринках, а сингл «Anybody Seen My Baby?» увійшов до світового топ-40.

## Список пісень
Автор музики і слів Мік Джаґґер і Кіт Річардс (якщо не зазначено інше). 
| Список пісень альбому Bridges to Babylon | Список пісень альбому Bridges to Babylon | Список пісень альбому Bridges to Babylon | Список пісень альбому Bridges to Babylon |
| #                                        | Назва                                    | Автор                                    | Тривалість                               |
| ---------------------------------------- | ---------------------------------------- | ---------------------------------------- | ---------------------------------------- |
| 1.                                       | «Flip the Switch»                        |                                          | 3:28                                     |
| 2.                                       | «Anybody Seen My Baby?»                  | k.d. lang, Бен Мінк                      | 4:31                                     |
| 3.                                       | «Low Down»                               |                                          | 4:26                                     |
| 4.                                       | «Already Over Me»                        |                                          | 5:24                                     |
| 5.                                       | «Gunface»                                |                                          | 5:02                                     |
| 6.                                       | «You Don't Have to Mean It»              |                                          | 3:44                                     |
| 7.                                       | «Out of Control»                         |                                          | 4:43                                     |
| 8.                                       | «Saint of Me»                            |                                          | 5:15                                     |
| 9.                                       | «Might as Well Get Juiced»               |                                          | 5:23                                     |
| 10.                                      | «Always Suffering»                       |                                          | 4:43                                     |
| 11.                                      | «Too Tight»                              |                                          | 3:33                                     |
| 12.                                      | «Thief in the Night»                     | П'єр Де Бопор                            | 5:15                                     |
| 13.                                      | «How Can I Stop»                         |                                          | 6:53                                     |
| 62:27                                    |                                          |                                          |                                          |

## Учасники запису
The Rolling Stones
- Мік Джаггер — лід-вокал, гітари, губна гармоніка, рояль
- Кіт Річардс — гітари, бек-вокал, піаніно, бас-гітара
- Чарлі Воттс — барабани, бек-вокал у «Always Suffering»
- Роні Вуд — гітари

## Чарти
| Чарт (1997—1998)                                     | Найвища позиція |
| ---------------------------------------------------- | --------------- |
| Австралія Australian Albums (ARIA)                   | 19              |
| Австрія Austrian Albums (Ö3 Austria)                 | 1               |
| Бельгія Belgian Albums (Ultratop Flanders)           | 2               |
| Бельгія Belgian Albums (Ultratop Wallonia)           | 5               |
| Канада Canadian Albums (Billboard)                   | 2               |
| Danish Albums (Hitlisten)                            | 3               |
| Нідерланди Dutch Albums (MegaCharts)                 | 2               |
| Фінляндія Finnish Albums (Suomen virallinen lista)   | 3               |
| Франція French Albums (SNEP)                         | 2               |
| Німеччина German Albums (Offizielle Top 100)         | 1               |
| Italian Albums (Musica e Dischi)                     | 6               |
| Japanese Albums (Oricon)                             | 10              |
| Нова Зеландія New Zealand Albums (Recorded Music NZ) | 10              |
| Норвегія Norwegian Albums (VG-lista)                 | 1               |
| Spanish Albums (PROMUSICAE)                          | 2               |
| Швеція Swedish Albums (Sverigetopplistan)            | 1               |
| Швейцарія Swiss Albums (Schweizer Hitparade)         | 3               |
| Велика Британія UK Albums (OCC)                      | 6               |
| США Billboard 200                                    | 3               |

| Чарт (1997)         | Позиція |
| ------------------- | ------- |
| German Albums Chart | 10      |

| Чарт (1998)         | Позиція |
| ------------------- | ------- |
| German Albums Chart | 26      |

## Сертифікації та продажі
| Регіон                                                                                          | Сертифікація | Продажі    |
| ----------------------------------------------------------------------------------------------- | ------------ | ---------- |
| Аргентина (CAPIF)                                                                               | Платиновий   | 60 000^    |
| Австрія (IFPI Austria)                                                                          | Платиновий   | 50 000*    |
| Бельгія (BEA)                                                                                   | Золотий      | 25 000*    |
| Канада (Music Canada)                                                                           | Платиновий   | 100 000^   |
| Франція (SNEP)                                                                                  | 2× Золотий   | 200 000*   |
| Німеччина (BVMI)                                                                                | Платиновий   | 500 000^   |
| Італія                                                                                          | —            | 90,000     |
| Японія (RIAJ)                                                                                   | Платиновий   | 200 000^   |
| Мексика (AMPROFON)                                                                              | Золотий      | 50,000     |
| Нідерланди (NVPI)                                                                               | Платиновий   | 100 000^   |
| Норвегія (IFPI Norway)                                                                          | Золотий      | 25 000*    |
| Польща (ZPAV)                                                                                   | Золотий      | 50 000*    |
| Іспанія (PROMUSICAE)                                                                            | Платиновий   | 100 000^   |
| Швеція (IFPI Sweden)                                                                            | Золотий      | 40 000^    |
| Швейцарія (IFPI Switzerland)                                                                    | Платиновий   | 50 000^    |
| Велика Британія (BPI)                                                                           | Золотий      | 100 000^   |
| США (RIAA)                                                                                      | Платиновий   | 1,160,000  |
| Підсумки                                                                                        |              |            |
| Європа (IFPI)                                                                                   | Платиновий   | 1 000 000* |
| Worldwide                                                                                       | —            | 3,500,000  |
| *продажі, що базуються лише на сертифікаціях ^відвантаження, що базуються лише на сертифікаціях |              |            |